# Hermann Schoppelrey
Hermann Schoppelrey SVD (* 24. September 1876 in Mönchengladbach; † 25. Mai 1940) war ein römisch-katholischer Bischof, Steyler Missionar und Apostolischer Vikar von Sinyangchow in China.

## Leben
Hermann Schoppelrey trat 1889 im Alter von 12 Jahren dem Orden der Steyler Missionare (SVD) bei. Am 28. Januar 1900 wurde er zum Priester geweiht.
Am 13. Dezember 1933 wurde er von Papst Pius XI. zum Apostolischen Vikar von Sinyangchow und Titularbischof von Calydon ernannt.
Am 6. Januar 1934 wurde Schoppelrey dann durch den Wiener Erzbischof Theodor Kardinal Innitzer zum Bischof geweiht.
Kokonsekratoren waren der Wiener Weihbischof Franz Kamprath und der Apostolische Vikar von Zentral-Neuguinea Josef Lörks SVD.
Schoppelrey verstarb am 25. Mai 1940.